# Stara Basan, Bobrovîțea
Stara Basan (în ucraineană Стара Басань) este o comună în raionul Bobrovîțea, regiunea Cernihiv, Ucraina, formată numai din satul de reședință.

## Demografie
Componența lingvistică a comunei Stara Basan
     Ucraineană (98,78%)
     Alte limbi (1,05%)
Conform recensământului din 2001, majoritatea populației comunei Stara Basan era vorbitoare de ucraineană (98,78%), existând în minoritate și vorbitori de alte limbi.